# Aegimius
Aegimius (gr. Αἰγίμιος, Aigimios) – zachowany jedynie we fragmentach starogrecki epos o nieustalonym autorstwie. Tradycyjnie był on przypisywany Hezjodowi lub Kerkopsowi z Miletu. Opowiada o wojnie króla Aegimiusa z Lapitami, w której pomocy udzielił mu Herakles.